# Российский государственный университет народного хозяйства
Российский государственный университет народного хозяйства имени В. И. Вернадского (бывший Российский государственный аграрный заочный университет (РГАЗУ)) — высшее учебное заведение Московской области. Создан в 1930 году. Имеет государственную аккредитацию до 29 июля 2027 года.

## История
20 октября 1930 года на Коллегии Народного комиссариата земледелия СССР было принято решение об объединении институтов заочного сельскохозяйственного обучения Наркомземов СССР и РСФСР с созданием на их базе Института массовой заочной подготовки и переподготовки сельскохозяйственных кадров Народного комиссариата земледелия СССР и Народного комиссариата земледелия РСФСР — ЦИЗО.
В 1935 году ЦИЗО реорганизован во Всесоюзный институт повышения квалификации и заочного образования (ВИПКИЗО).
В 1941 году ВИПКИЗО и заочные отделения Тимирязевской академии, Московского гидромелиоративного института, Московского института механизации и электрификации сельского хозяйства и Московского института землеустройства были объединены во Всесоюзный институт заочного образования (ВИЗО) Наркомзема СССР.
Во время Великой Отечественной войны институт был эвакуирован в Омск, после окончания войны институт возвратился на базу Московской сельскохозяйственной академии.
В 1946 году ВИЗО реорганизован во Всесоюзный сельскохозяйственный институт заочного образования (ВСХИЗО) и переподчинён Министерству высшего образования СССР.
В 1946—1954 годах ВСХИЗО располагался на территории Московской сельскохозяйственной академии и использовал её учебную базу. Институт состоял из трёх факультетов: агрономический, зоотехнический и инженерный.
В конце 1954 года университет получил самостоятельную учебную базу в усадьбе Пехра-Яковлевское в Балашихе (до 1954 года в усадьбе находился Московский пушно-меховой институт, большой вклад в развитие которого сделал Иван Михайлович Медведев, руководивший им в 1939—1954). Все учебные корпуса Московского пушно-мехового института были переданы ВСХИЗО. Многие учёные и преподаватели института также перешли работать во ВСХИЗО.
В 1955 году в институте работали 20 кафедр. Институт выполнял роль Учебно-методического центра системы высшего сельскохозяйственного образования.
В 1956 году открыта очная и заочная аспирантура, а с 1961 года институту разрешено принимать к защите кандидатские диссертации по сельскохозяйственным, техническим и экономическим наукам.
16 июля 1980 года ВСХИЗО награждён орденом «Знак Почёта».
В 1995 году в соответствии с распоряжением Правительства Российской Федерации ВСХИЗО переименован в Российский государственный аграрный заочный университет (РГАЗУ).
В 2001 году приказом Министерства сельского хозяйства Российской Федерации № 1104 от 27.12.2001 года университету придан статус федерального государственного образовательного учреждения высшего профессионального образования (ФГОУ ВПО РГАЗУ).
В 2011 году университет переименован приказом Министерства сельского хозяйства Российской Федерации от 23 мая 2011 года № 132 «О переименовании ФГОУ ВПО и их филиалов» в федеральное государственное бюджетное образовательное учреждение высшего профессионального образования «Российский государственный аграрный заочный университет».
В 2023 году переименован в Российский государственный университет народного хозяйства имени В. И. Вернадского (РГУНХ). 

## Структура
Университет имеет лицензию на право образовательной деятельности в сфере среднего и высшего профессионального образования от 11 марта 2013 г. № 0584. Университет имеет филиал: Тульский институт агробизнеса.
Основная база университета расположена на площади 56 гектаров — в центральной части городского округа Балашиха. Отличие университета — живописный парк с усадьбой «Пехра-Яковлевское», которые являются памятником архитектуры Федерального значения.
Университет включает 14 учебных корпусов, 3 студенческих общежития, спортивный зал, гостиницу, библиотеку, читальный зал, столовую, типографию.
Особое место в деятельности университета занимает научная библиотека, которая содержит уникальные фонды — более миллиона экземпляров, в том числе содержащие результаты современных научных исследований. Университет имеет собственный издательский центр и полиграфическую базу для обеспечения всем необходимым своих сотрудников и учащихся.
РГУНХ является учебно-производственных центров по подготовке специалистов для агропромышленного комплекса и других отраслей народного хозяйства Российской Федерации.

## Факультеты
- Агрономический факультет
- Зооинженерный факультет
- Факультет охотоведения и биоэкологии
- Факультет механизации и технического сервиса факультет
- Факультет механизации и технического сервиса факультет
- Факультет энергетики и охраны водных ресурсов
- Экономический факультет
- Институт коммерции, менеджмента и инновационных технологий (ИКМИТ)
- Факультет дополнительного профессионального образования

## Диссертационные советы
- Д 220.056.02

06.02.01— «Разведение, селекция, генетика и воспроизводство сельскохозяйственных животных»
06.02.04— «Частная зоотехния, технология производства продуктов животноводства»

## Газеты и журналы
- Газета «Жизнь университета»[9]
- Журнал «Вестник РГАЗУ»[10]
- Журнал «Вестник РГАЗУ (электронное издание)»[11]
- Журнал «Вестник охотоведения»[12]